# Un penique

La moneda de un penique (£0.01 o 1p) es la menor denominación utilizada en Reino Unido así como en sus Dependencias Reales y en el Territorio Británico de Ultramar que equivale a una centésima de una libra esterlina. 
Se estima que hay 10.500 millones de monedas de 1 céntimo en circulación en 2016, con un valor nominal total de alrededor de 105.000.000 de libras esterlinas. Las monedas de 1p son de curso legal sólo para cantidades de hasta 20p cuando se ofrecen en pago de una deuda; sin embargo, la condición de curso legal de la moneda no suele ser pertinente para las transacciones cotidianas.
Tiene un diámetro de 20,3 mm, un grosor de 1,65 mm y un peso de 3,56 g. Su borde es liso. La composición actual de la moneda es de acero chapado de cobre, hasta septiembre de 1992 era de Bronce (97% de cobre, 2,5% de zinc, 0,5% de estaño).

## Etimología
La palabra penny se deriva de la antigua palabra inglesa pfenig, que a su vez proviene del protogermánico panninga. La forma plural correcta para las monedas de varios peniques es pence en inglés (por ejemplo, fifty pence; en español: cincuenta peniques). El término correcto para las cantidades monetarias de centavos mayores de un centavo es penique (por ejemplo, una libra y veinte peniques).

## Historia
En el Reino Unido un penique (1p) era una de las tres nuevas monedas introducidas en circulación general el 15 de febrero de 1971 cuando el Reino Unido adoptó un nuevo sistema monetario decimal. Las otras dos nuevas monedas eran las de medio penique (1/2p) y dos peniques (2p).
Para evitar la confusión entre la vieja y la nueva moneda, las tres monedas tenían la palabra "NEW" incorporado en el diseño del reverso. Esto se retiró más tarde en 1982.
Las monedas de acero chapado de cobre, fueron introducidas en 1992. La razón de este cambio fue el aumento en el precio de los metales en los mercados mundiales. Las monedas tienen un núcleo de acero templado y se recubren de cobre, en consecuencia, son magnéticas.
La moneda de un penique (1p) es moneda de curso legal para cantidades de hasta veinte peniques (20p).